# Thoracochromis wingatii
Thoracochromis wingatii es una especie de peces de la familia de los cíclidos.
Tiene incubación bucal por las hembras.

## Morfología
La longitud máxima descrita es de solamente 5,3 cm.

## Distribución y hábitat
Es un pez de agua dulce tropical, bentopelágico, que vive en un rango de temperatura constante entre 24 °C y 26 °C.
Se distribuye por ríos de África, en la cuenca fluvial del río Nilo entre 35º y 1º de latitud norte, y probablemente también en el lago Alberto.

## Sistemática
La especie de cíclido fue descrita en 1943 por el ictiólogo belga-británico George Albert Boulenger como Paratilapia wingatii. En 1904, el ictiólogo francés Jacques Pellegrin sinonimizó la especie con Astatotilapia desfontainii, y en 1922 fue revalidada por el experto en peces estadounidense Charles Tate Regan. El ictiólogo británico Peter Humphry Greenwood situó la especie en el género Haplochromis en 1971. En 1979 Greenwood introdujo el género Thoracochromis, con Thoracochromis wingatii como especie tipo. Todas las demás especies de Thoracochromis se encuentran geográficamente separadas de Thoracochromis wingatii en la cuenca baja del Congo y en Angola. Filogenéticamente, pertenecen a un grupo familiar de géneros de cíclidos del sur de África, al que se ha dado el nombre provisional de "Serranochromini", derivado del género Serranochromis, mientras que Thoracochromis wingatii es una especie del "superbloque de la región del lago Victoria", es decir, la radiación de cíclidos que se da en el lago Victoria, el lago Kivu, el lago Alberto, el lago Eduardo, el lago George, el lago Kyoga, el lago Turkana, el lago Rukwa y el lago Nabugabo y que se asigna casi exclusivamente al género Haplochromis. Por consiguiente, el género Thoracochromis es polifilético y su especie tipo está más próxima al género Haplochromis que a las demás especies del género Thoracochromis.  